# Ревнощі (картина Мунка)
Ревнощі (норв. Sjalusi) — картина норвезького художника-експресіоніста Едварда Мунка, написана в 1895 році. Входила в цикл «Фриз життя». 

## Опис
Художник неодноразово повертався до цього сюжету протягом свого життя: ним створено принаймні одинадцять послідовних живописних версій «Ревнощів», а також кілька графічних варіантів. Основа композиції, проте, весь цей час залишається однаковою: на передньому плані — спотворене ревнощами чоловіче обличчя, на задньому плані — красива молода жінка, в більшості версій оголена, і юнак, якому Мунк іноді надає власні риси. У первинному варіанті картини сцена розгорталася в саду, напівоголена героїня розмовляла з юнаком, простягнувши при цьому руку за яблуком, що можна трактувати як відсилання до біблійного передання про гріхопадіння і зваблення Адама Євою; пізніші варіанти поміщають сцену в інтер'єр і темний простір, який важко ідентифікувати. Дослідники припускають, що на цій картині Мунк зобразив любовний трикутник, що склався між самим художником, Станіславом Пшибишевським і його дружиною, Дагні Юль-Пшибишевською . В особі ревнивця на передньому плані впізнають риси Пшибишевського . При цьому, як зазначає Атле Несс, картина перегукується з віршем Пшибишевського «Всенічна», що описує «беззвучне, сатанинське статеве пекло». 